# Sybase
Sybase — міжнародна корпорація, що входила до десятки найбільших незалежних виробників програмного забезпечення та була одним зі світових лідерів у створенні технологій програмного забезпечення, а також світовим лідером в створенні технологій для побудови індустріальних розподілених інформаційних систем на основі архітектури клієнт/сервер.
Діяльність компанії була сконцентрована на розробці, постачанні й супроводі програмного забезпечення для систем керування реляційними базами даних (РСУБД), інформаційної взаємодії між різнорідними джерелами даних, розробки в архітектурі клієнт/сервер і Інтернет/Інтранет. Sybase постачала повний комплект технологічних рішень для створення програм типу клієнт/сервер, обробки транзакцій в Інтернет/Інтранет-мережах, а також технології розподілених сховищ і вітрин даних.
2010 року була придбана корпорацією SAP SE за 5,8 млрд доларів.

## Основні продукти
- Обробка даних
  - Adaptive Server Enterprise (ASE) — реляційна СУБД промислового масштабу. Найвідоміший програмний продукт компанії.
  - Sybase Adaptive Server Anywhere (ASA) — недорога, але повнофункціональна реляційна СУБД, яка чудово підходить для роботи на слабких і середніх апаратних ресурсах і мобільних пристроях (цей продукт є продовження розробки Watcom SQL-сервера). Між ASA і ASE забезпечується сумісність по реалізації SQL, але не на рівні машинного коду.
  - Sybase IQ — аналітична СУБД, основне призначення для побудови сховищ даних, принципово відрізняється своєю внутрішньою структурою від традиційних реляційних СУБД, що дозволяє їй збільшувати обробку роботи аналітичних запитів в 50—100 разів.
  - Sybase Replication Server (RS) — Сервер реплікацій даних між БД різних виробників.
- Засоби розробки
  - PowerBuilder — власне середовище розробки програм, з власною мовою PowerScript. Відомий своєю технологією DataWindow, при допомозі якої дуже швидко можна створювати форми взаємодії(обміну даними) з базою даних.
  - PocketBuilder — власне середовище розробки мобільних програм для платформ Pocket PC та Windows Mobile.
  - Workspace — середовище розробки сервіс орієнтовах програм (SOA) на базі оболонки Eclipse.
- Засоби проектування
  - PowerDesigner — засіб проектування. Включає моделі: логічні і фізичні моделі даних (фізична модель з можливістю генерування і reverse engineering), аналіз бізнес-процесів, аналіз вимог, об'єктно-орієнтований аналіз з можливістю генерування і reverse engineering, XML-модель.
- Сервери програм
  - Enterprise Application Server — сервер програм від Sybase. Відрізняється тим, що в його основі лежить протокол CORBA. Це дозволяє йому підтримувати не тільки J2EE компоненти, але і Java-CORBA, С, С++, ActiveX, .NET, PowerBuilder. Також містить в середині себе Web-контейнер з підтримкою Servlet/JSP, вбудована JMS-шина, підтримка вебсервісів.
- Інтеграція, портовані рішення
  - Unwired Accelerator — портовані рішення Sybase. Відрізняється можливістю розробки програм для мобільних пристроїв, причому більшість дій виконується без програмування.
  - Unwired Orchestrator — середовище для інтеграції програм. Інтеграція здійснюється за рахунок візуальної побудови бізнес-процесів на базі сервісів. Сервісом може виступати не тільки вебсервіс, але і містима процедура бази даних, файл в файловій системі, повідомлення в черзі повідомлень і ін.
- Мобільні рішення
  - OneBridge — Інструмент для захищеної доставки корпоративної пошти, PIM даних і програм на мобільні пристрої. Сумісний з Microsoft Exchange і Lotus Notes. Підтримує синхронізацію з мобільними пристроями які працюють на базі наступних ОС:Windows Mobile (Pocket PC, Pocket PC Phone Edition, і Smartphone), Palm OS 3.5 і вище, Symbian 6.0 і вище, OMA Data Sync (раніше SyncML) 1.0.1 і вище. OneBridge підтримує понад 150 типів мобільних пристроїв.
  - Afaria — Інструмент призначений для адміністрування парку мобільних пристроїв. Підтримує широкий список типів пристроїв (Windows Mobile (Pocket PC, Windows Mobile 5.0, сматрфони),Windows 32, RIM BlackBerry, Palm OS, Symbian), призначений для роботи в різних мережах передачі даних (GPRS/EDGE/3G,W-LAN, наприклад, 802.11b/g, інфрачервоні порти, Bluetooth). В функції адміністрування включені можливості централізованого встановлення ПЗ, конфігурація пристроїв, інвентаризація, відстеження ліцензій, розсилка документів, backup, захист даних на пристроях тощо.